# カミギン島
カミギン島（カミギンとう、Camiguin Island）は、フィリピン南部ミンダナオ島の北に浮かぶ島で、北ミンダナオ地方に属するカミギン州となっている。周囲をミンダナオ海（ボホール海）に囲まれ、島の中央に州都の名称にもなっているマンバヤオ山（Mt. Mambajao：1,713m）が聳える。
島には7つの火山があり、周囲64キロメートル。沖合いに白砂の島が浮かびダイビングのメッカになっている。交通はミンダナオ島のBALINGOANより船で1時間ほど。セブ市からの飛行機もある。宿はマンバヤオに集まるが、ただし宿泊施設は簡素。フィリピン人旅行者が多い。